# Batalha do Passo da Pátria
A Batalha do Passo da Pátria foi uma batalha da Guerra do Paraguai, ocorrida entre 16 a 23 de abril de 1866, nas margens do Rio Paraná, na então posição fortificada em Paso de Patria, em que o Império do Brasil saiu vitorioso. Se desenrolou em simultâneo com a Batalha de Itapirú, durante a chamada "travessia do Rio Paraná".

## A estratégia
O Passo da Pátria era uma aldeia paraguaia, ao norte do Fortaleza de Itapiru, na margem direita do Rio Paraná. O plano era a Armada Imperial Brasileira, sob o comando de Joaquim Marques Lisboa, o Almirante Tamandaré, bombardear em ação conjunta ao Exército Imperial Brasileiro, as posições ocupadas pelo Exército Paraguaio no Passo, distraindo os paraguaios e possibilitando uma invasão naval. Assim, os navios que transportavam os soldados brasileiros desembarcariam aproximadamente 10 mil soldados sob o comando do General Osório, a Fortaleza de Itapiru.

## Desfecho

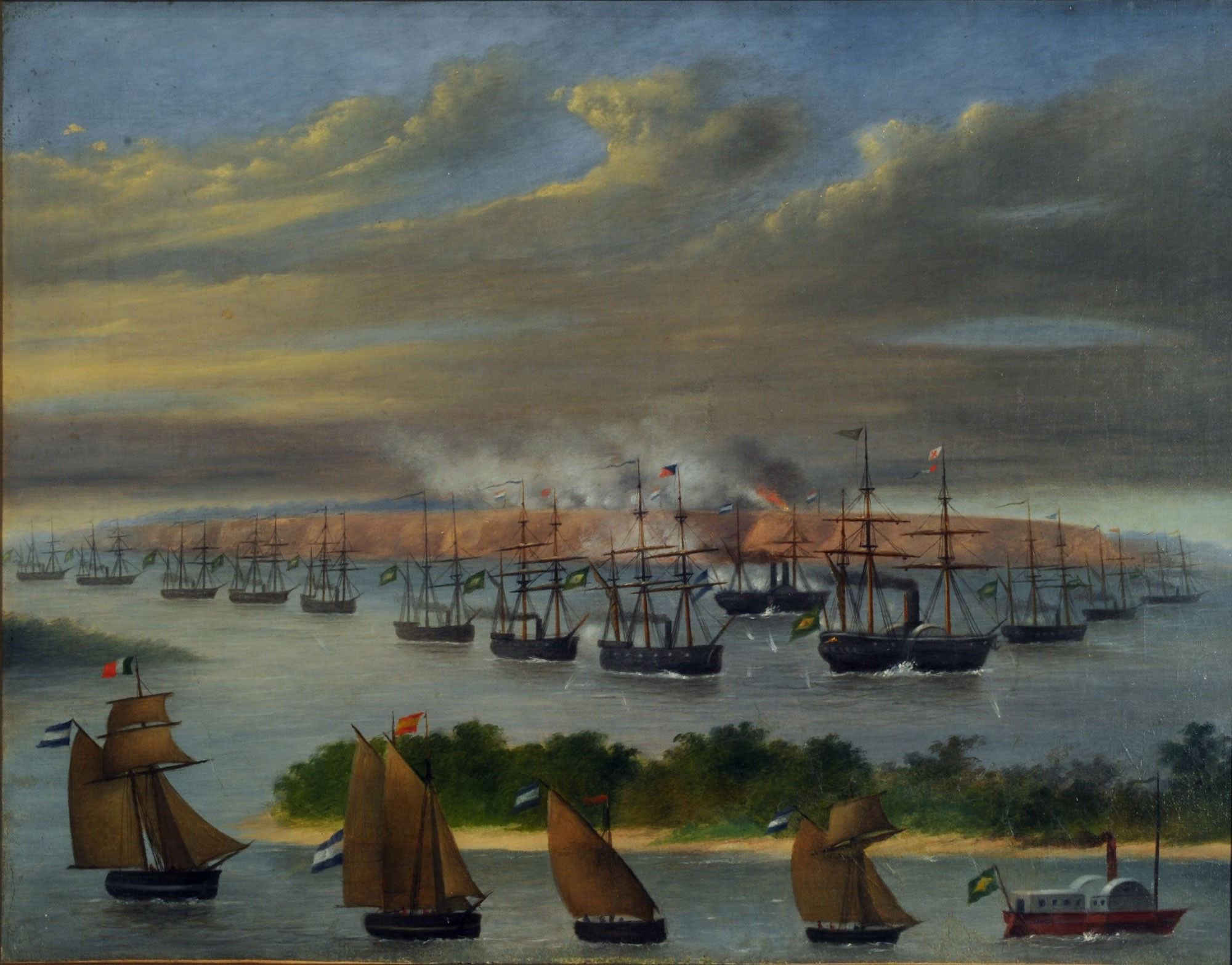
Quadro de Cándido López retratando o combate.

No dia 16 de abril, os soldados paraguaios que defendiam o Passo, foram repelidos sob pesado fogo das embarcações brasileiras, assim, pouco depois, travou-se combate entre as primeiras companhias que desembarcaram, do  2º de Voluntários (Rio de Janeiro), ao mando do então, major Deodoro da Fonseca, assim, as forças de Osório detiveram qualquer contra-avanço paraguaio. Os soldados paraguaios que tentavam um contra ataque, recuaram para a região do lago Laguna-Sirena, onde não conseguiram conter os soldados brasileiros. Na noite do mesmo dia, desembarcaram as forças uruguaias e argentinas, aliadas do Brasil. O Forte de Itapiru foi conquistado em 18 de abril e a posição fortificada de Passo da Pátria, resistiu aos bombardeios e ataques brasileiros até o dia 23 do mesmo mês. Assim, com o caminho livre, as tropas aliadas começaram a adentrar o Paraguai.

## Consequências

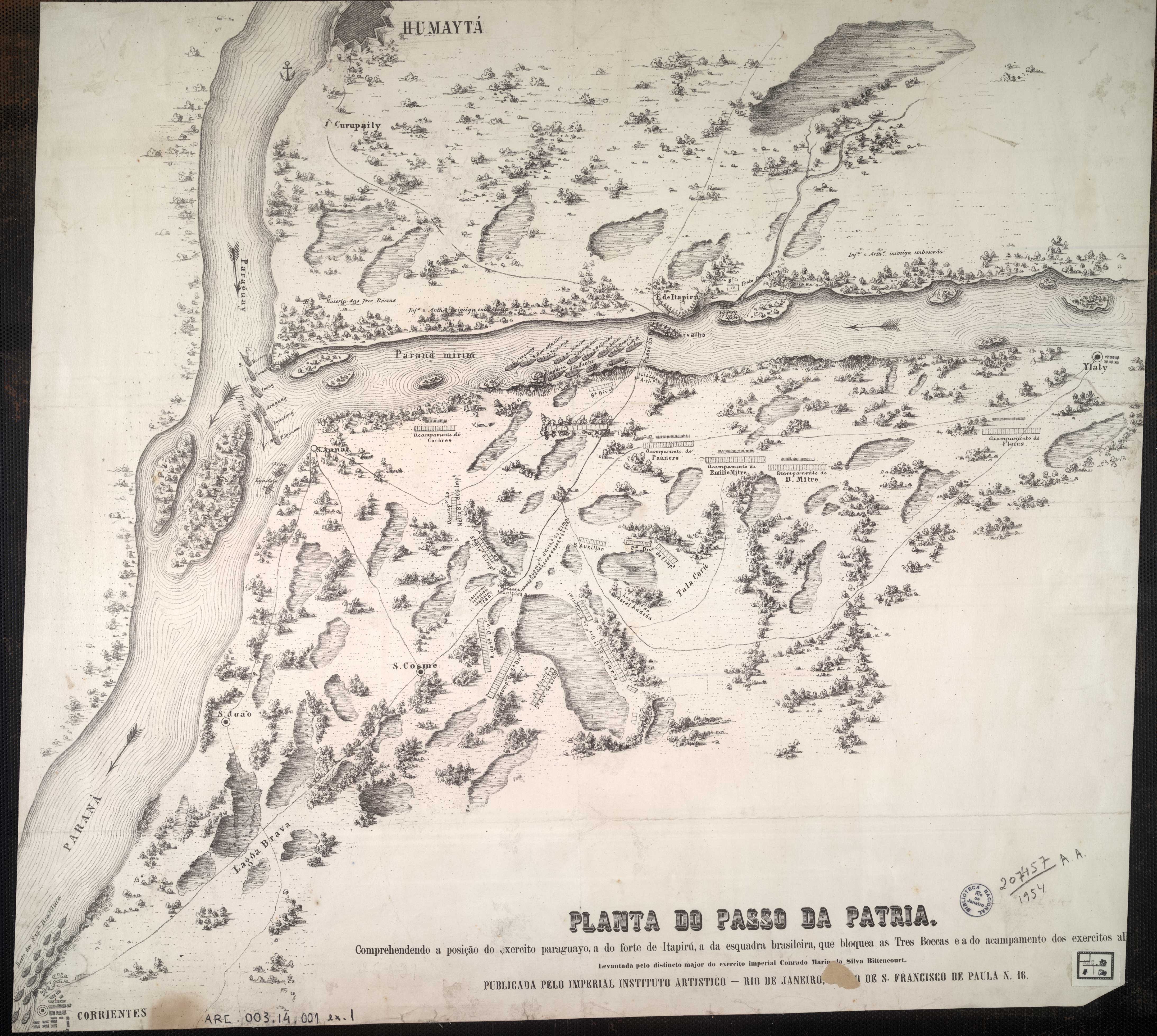
Planta do Passo da Patria Mostrando o exército aliado acampado na Argentina, iniciando a travessia no Rio Paraná e invadindo o Rio Paraguai, com o objetivo de atingir a Fortaleza de Humaitá, localizada nas margens do Paraguai.

Com a tomada da posição fortificada, o local passou a ser utilizado como posto avançado do Exército Brasileiro, sendo via essencial para o abastecimento das forças adentradas no Paraguai, com até mesmo um leve comércio se desenvolvendo na região..  
Hoje no local existe uma pequena cidade, de mesmo nome, com a economia baseada no turismo e pesca. 